# Track Tape
Track Tape AB var ett svenskt företag som under några år, med start 1981 producerade och marknadsförde kassettband. Track Tape skulle konkurrera med japanska kassettbandstillverkare som Maxell och TDK, som dominerade marknaden under 1980-talet. Företaget, som finansierades och leddes av Ingegerd Engfelt (1953–1989) i Malmö, begärdes i konkurs i början av 1985.
Fabriken i Fosie i Malmö, belägen på Bronsåldersgatan 7, vilken också inrymde utvecklingsavdelning och laboratorier, hade en kapacitet om 50 000 kassettband per dygn och företaget hade i september 1981 trettio anställda. Företaget drabbades av flera inledande motgångar, bland annat kvalitetsproblem i produktionen och en nyinförd skatt på kassettband. Vid nedläggningen hade man 50 anställda.

## Starten
Ingegerd Engfelt bestämde sig för att satsa på kassettbandsfabriken 1978 efter att studerat ekonomi vid Lunds universitet. Tillverkningen startade i september 1981. Då hade företaget 30 miljoner kronor investerat.

## Reklamkampanj
I en inledande kampanj 1981, ovanligt aggressiv för ett helt nystartat svenskt företag vid denna tid i Sverige, användes stora annonstavlor med en reklamaffisch av två nakna sumobrottare som riktade förvånade blickar mot åskådaren, med texten "Svenska Track – utmanar japanerna". Kampanjen blev omdiskuterad och beryktad, inte minst på grund av att företaget hade problem med försäljning och att produkterna inte höll måttet till en början, tillsammans med att de lanserade sig så kaxigt utan att först "visa vad de gick för".
Reklamkampanjen utvecklades av byrån Arbman 2 i Malmö med Anders Wester som art director. Kassetterna utformades för att stå ut i mängden och en "kassett" i större format användes som skylt vid företagets kontor.
Sommaren 1982 var Track Tape AB involverat i lanseringen av filmen Grease 2 och 60 000 promotionkassetter släpptes via biografer, MC-försäljare, MC-reparatörer, bowlinghallar och kaféer. Banden rönte stor framgång eftersom företaget nu hade lyckats åtgärda de kvalitetsproblem som uppstod vid produktionsstarten föregående år. 

## Kassettskatten
En orsak till Tracks misslyckande var att lanseringen sammanföll med den nyinförda kassettskatten, som minskade marknaden för nysålda kassettband.
Kassettskatten togs inledningsvis ut på distributörs- och tillverkningssidan, och innan skatten infördes hade japanska och tyska tillverkare sålt stora volymer kassettband till detaljisterna. Dessa undvek därigenom skatten på varorna i lager.[källa behövs] Samtidigt blev efterfrågan på nya kassettband från detaljhandeln under en period mycket låg. Track Tape fick inte igång sin produktion, innan skatten infördes och drabbades av den påföljande stiltjen.
Kassettskatten kritiserades av svenska företagarföreningar som ett exempel på hur skatter slår ut svenska företag.[källa behövs] Åtta år efter skattens införande beslutades att skatten skulle avvecklas.[källa behövs]

## Videoband
När kassettskatten infördes hade Track Tape AB börjat med utveckling av videokassettband. Denna utveckling lades ner ett halvår efter kassettskattens införande då företagets ekonomi inte tillät vidare utveckling. Europafilm hade avsiktsförklarat att lägga alla sina videofilmer, hyr- och köpfilmer på videokassettband från Track Tape när dessa hade börjat tillverkas.[källa behövs]

## Konkurs
PK-bankens finansieringsföretag PK-finans hade fordringar i företaget och lämnade den 28 december 1984 in en konkursansökan. Snart försattes företaget i konkurs och de 50 anställda sades upp. I april 1985 meddelades att företaget skulle säljas till en grupp där bland andra Bert Karlsson ingick. Hemmets journals tidigare vd Jan Mörch skulle bli ny vd. Senare i april såldes fabriksfastigheten till Industrikredit AB. Senare backade Karlsson från att ta över företaget.

## I media
I juni 2019 sändes dokumentären Kassettbandsdrottningen gjord av Bo Sjökvist, som berättar historien om kassettbandsdrottningen Ingegerd Engfelts tragiska öde med hjälp av hennes vänner från TM-rörelsen och andra som var med.